# 火星ベースキャンプ

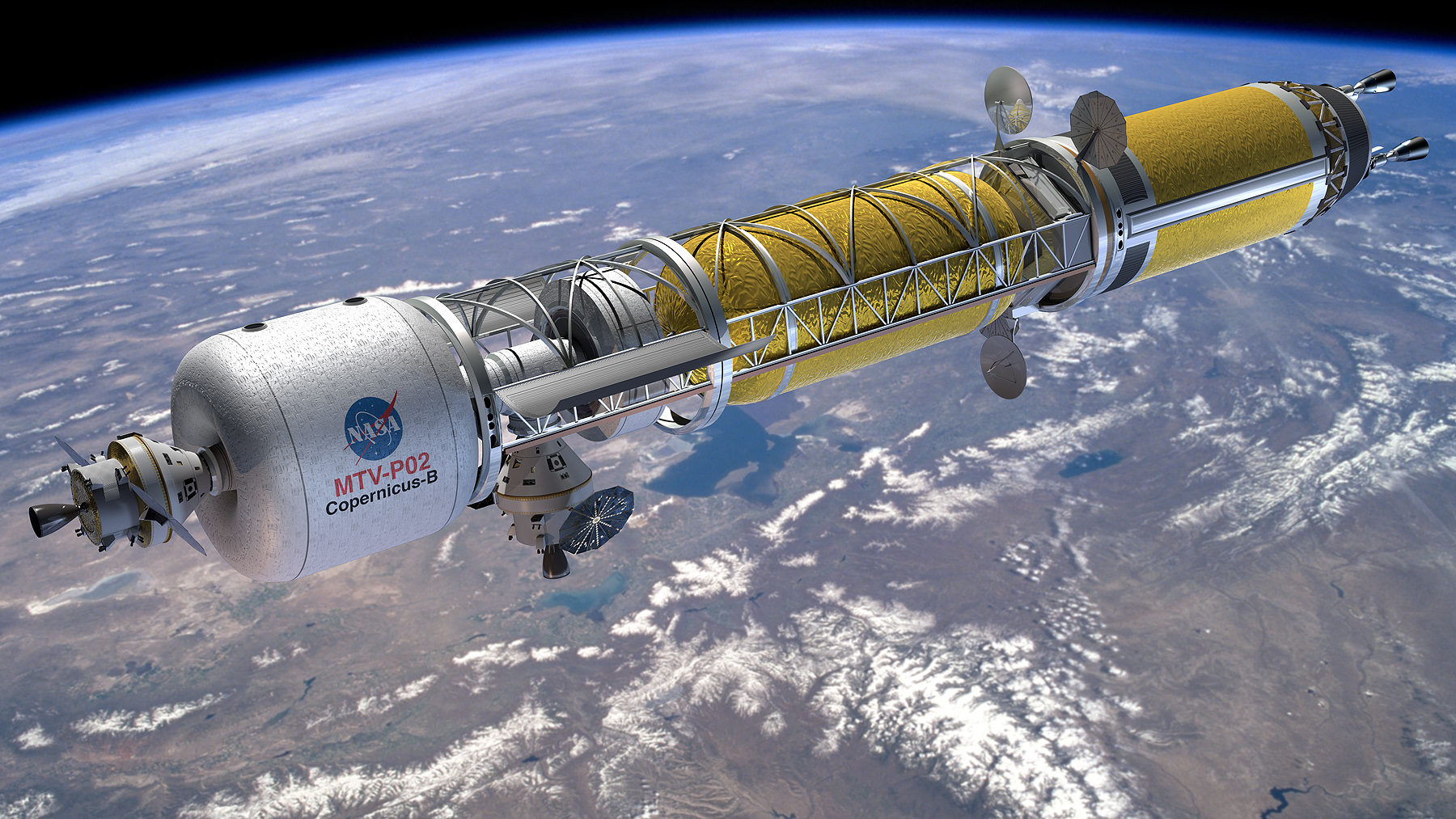
火星移動ビークルにドッキングされたオリオン（アーティストのレンダリング）

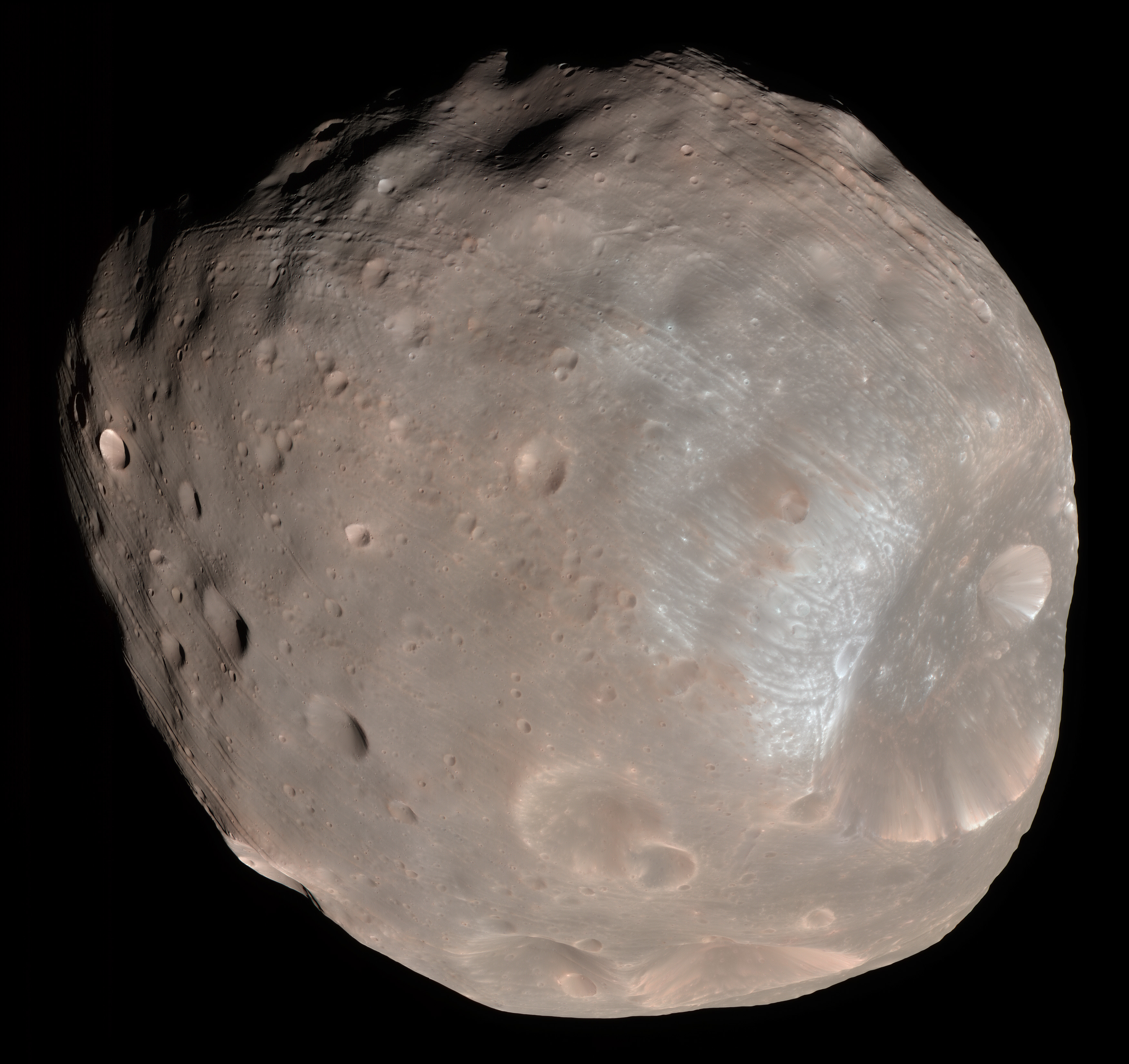
科学と探査のターゲットとして火星の衛星フォボスが提案された

火星ベースキャンプ（かせいベースキャンプ、英語: Mars Base Camp（MBC））は、アメリカ合衆国のロッキード・マーティンがアメリカ航空宇宙局 (NASA)から委託された、調査中の火星実験室オービターのコンセプト。将来のコンセプトと実績のあるコンセプトの両方、および同じくロッキードマーティンによって構築されたオリオン MPCVを使用する。
火星ベースキャンプのコンセプトは、最大1,000日の火星への科学探査ミッションをサポートする有人火星間宇宙船である深宇宙輸送機の可能なバージョンとしてNASAに提案されている。これは、月ゲートウェイ宇宙ステーションを含むより大きなアーキテクチャの一部になる。2018年4月の時点で、火星輸送ビークルはまだ研究されるべき概念であり、NASAは米国連邦政府の年間予算サイクルでミッションを公式に提案していない。
MBCの目的は、火星の軌道と衛星の表面（ダイモスとフォボス）の両方でリアルタイムのテレロボティクス科学を実施し、火星表面への将来のミッションに向けて人間を準備するための試験場として機能することである。

## 歴史
このコンセプトは、2016年5月にロッキードマーティンによって発表され、火星の軌道に人間を運び、火星の軌道で操作を行うための宇宙船の設計である。火星ベースキャンプは、開発中の多くのNASAテクノロジー、または2010年代のテクノロジーを活用する。
2017年9月、MBC火星宇宙ステーションに接続するMADV（火星上昇降下ビークル）と呼ばれる再利用可能な乗組員シャトルのコンセプトを含む計画が更新された。

## ハードウェア
火星ベースキャンプは、深宇宙輸送機と月ゲートウェイを介してNASAの月から火星へをサポートするために提案された技術ロードマップを示している。
主なシステムとモジュールは次のとおり。
- オリオン MPCV - 軌道を回る宇宙船の指揮統制の中心であり、重要なナビゲーション、通信、および拡張ミッションの生命維持を収容する。
- ソーラーアレイ - 宇宙船の運用と太陽電気推進エンジン用の電力を生成する。
- ラジエーター - 電子機器と乗組員の居住区の熱を調整する。
- 極低温推進段階 - 月から火星に向かう軌道噴射燃焼に推力を提供。さらに推進段階には、ダイモスとフォボスへの遠征のためにインパルスバーンスラスターを介して操縦性を提供する機能がある。これらのミッションの間、極低温推進ステージは、科学者-宇宙飛行士を衛星表面に運ぶ目的で、オリオン、サービスモジュール、およびエクスカーションモジュールを輸送する。
- 実験室 - 火星表面でドローンとローバーを遠隔操縦するための科学機器、サンプル分析ツール、ワークステーションを収容する。
- 生息地 - 乗組員のための追加の居住区、消耗品の保管、放射線防護、および運動器具を提供する。
- 火星の上昇/下降ビークル（MADV）は、火星の衛星の表面で科学的作業を行う乗組員が利用する1つまたは複数のエクスカーションビークルを収容するように設計されたエクスカーションモジュール。月で最初に動作するプロトタイプが提案されている（ロッキード・マーティン・ルナランダー（英語版））。